# Райцес, Владимир Ильич
Владимир Ильич Райцес (10 мая 1928, Клинцы, Брянская область — 24 августа 1995, Санкт-Петербург) — советский и российский историк, палеограф, медиевист, кандидат исторических наук. Преподавал в Новгородском государственном университете им. Ярослава Мудрого и в Российском государственном педагогическом университете имени А. И. Герцена.

## Биография
В 1937 году, когда Владимиру Ильичу было 9 лет его отец Илья Симонович Райцес — журналист, позднее партийный работник — был арестован, а затем расстрелян. Отец был реабилитирован через 18 лет. Владимир Ильич Райцес окончил исторический факультет Ленинградского университета и аспирантуру кафедры истории средних веков. В 1968 году защитил кандидатскую диссертацию о восстании в Ажене. Приобрел известность как научный консультант фильма Глеба Панфилова «Начало».
В 1979 г. международный Центр Жанны д’Арк пригласил В. И. Райцеса «как наиболее крупного специалиста по этой проблематике в СССР» приехать за счет Центра на конференцию, посвященную 550-летию освобождения Орлеана Жанной.
Жена Владимира Ильича Райцеса Стелла Лазаревна Абрамович — пушкиновед, автор биографических работ, посвященных А. С. Пушкину. Детей у них не было.

## Научный вклад
Один из центральных сюжетов в исследованиях В. И. Райцеса — так называемые etudes jeaniques («жаннаистика») — изучение комплекса проблем, связанных с жизнью и деятельностью Жанны д’Арк и с восприятием её феномена современниками и потомками. Заново прочитав весь корпус источников, связанных с Жанной, В. И. Райцес смог пересмотреть долгое время господствовавший взгляд на неё как на персонаж, так сказать «запрограммированный» на спасение Франции — в облике то ли «лидера партизанского движения», то ли потенциального представителя крестьянского восстания, то ли святой Девы, противостоящей «грешной Женщине».
По мысли В. И. Райцеса, подвиг Жанны может быть объяснен лишь исходя из понимания, с одной стороны, «коренных ментальных структур средневековья» и «конъюнктурных, ситуативных умонастроений широких масс», а с другой стороны — исходя из неповторимого своеобразия самой её личности.
Однако В. И. Райцес останется в науке не только как автор книг о Жанне. Пройдя палеографическую школу своего учителя — А. Д. Люблинской, он сумел ввести в науку весьма важные архивные тексты, по-новому раскрывшие облик некоторых социальных движений во Франции начала XVI в. В первую очередь речь идет о восстании горожан Ажена в 1514 г. Прочитав многие сотни труднейших рукописных документов об этом восстании и впервые опубликовав их, В. И. Райцес смог предложить новую трактовку этого социального конфликта".

## Основные работы
- «Процесс Жанны д’Арк» (М.; Л., 1964)
- «Жанна д’Арк. Факты, легенды, гипотезы» (Л., 1982, Научно-популярная серия)
- «Жанна д’Арк: Популярный очерк» (Л., 1959)
- Райцес В. и др. «Свидание в Шиноне». Опыт реконструкции // Казус. Индивидуальное и уникальное в истории. — 2003. — Т. 5. — С. 42-59.